# Babina Luka
Babina Luka (izvirno srbsko Бабина Лука) je naselje v Srbiji, ki upravno spada pod Mesto Valjevo; slednja pa je del Kolubarskega upravnega okraja.
- Babina Luka - cerkev
- Babina Luka - cerkev
- Babina Luka - Panorama
- Babina Luka - Panorama
- Babina Luka - Panorama
- Babina Luka - Panorama
- Babina Luka - Panorama
- Babina Luka - Panorama
- Babina Luka - Panorama
- Babina Luka - Panorama
- Babina Luka - Panorama

## Demografija
V naselju, katerega izvirno (srbsko-cirilično) ime je Бабина Лука, živi 634 polnoletnih prebivalcev, pri čemer je njihova povprečna starost 43,6 let (42,2 pri moških in 45,1 pri ženskah). Naselje ima 231 gospodinjstev, pri čemer je povprečno število članov na gospodinjstvo 3,34.
To naselje je, glede na rezultate popisa iz leta 2002, večinoma srbsko.
|  |

| Demografija | Demografija     | Demografija     |
| Leto        | Št. prebivalcev | Št. prebivalcev |
| ----------- | --------------- | --------------- |
|             |                 |                 |
|             |                 |                 |
|             |                 |                 |
|             |                 |                 |
| 1948        | 1225            |                 |
| 1953        | 1284            |                 |
| 1961        | 1182            |                 |
| 1971        | 1139            |                 |
| 1981        | 1012            |                 |
| 1991        | 865             | 846             |
| 2002        | 782             | 772             |
|             |                 |                 |

| Etnična sestava po popisu iz leta 2002 | Etnična sestava po popisu iz leta 2002 | Etnična sestava po popisu iz leta 2002 | Etnična sestava po popisu iz leta 2002 | Etnična sestava po popisu iz leta 2002 |
| -------------------------------------- | -------------------------------------- | -------------------------------------- | -------------------------------------- | -------------------------------------- |
| Srbi                                   | Srbi                                   |                                        | 738                                    | 95,59%                                 |
| Črnogorci                              | Črnogorci                              |                                        | 3                                      | 0,38%                                  |
| Neznano                                | Neznano                                |                                        | 31                                     | 4,01%                                  |